# Голокост у Болгарії
Голокост у Болгарії — переслідування та знищення євреїв у Болгарії та на приєднаних до неї територіях у період Другої світової війни в рамках політики нацистів з «остаточного вирішення єврейського питання». Попри те, що Болгарія у війні була союзником Третього Рейху, у ній від знищення було врятовано майже все єврейське населення.

## Євреї у Болгарії до війни
Незважаючи на сильні антисемітські настрої в Болгарії, становище євреїв у країні було досить стабільним і безпечним. Напередодні Другої світової війни в Болгарії проживало близько 50 тисяч євреїв.

## Хід подій
Встановлення союзу з Німеччиною та введення антисемітського законодавства відбувалися паралельно.
У 1940 році уряд Богдана Філова увів антиєврейське законодавство, схоже на німецьке.
23 січня 1941 року набрав чинності «Закон про захист нації», який забороняв євреям брати участь в голосуванні, висувати кандидатуру на пост прем'єр-міністра, працювати в уряді, служити в армії, вступати в шлюб або жити в цивільному шлюбі з етнічними болгарами, бути власниками сільськогосподарських земель та ін Були встановлені максимальні квоти для євреїв в університетах. Проти закону висловили протест не тільки єврейські лідери, але також Болгарська православна церква, Болгарська комуністична партія і діячі культури.
1 березня 1941 року був підписаний протокол про приєднання Болгарії до пакту «Рим — Берлін — Токіо».
У липні 1941 року був прийнятий «Закон про одноразовий податок з майна осіб єврейського походження» (болг. Закон за еднократния данък върху имуществата на лицата от еврейски произход Закон за еднократнія Дан'к в'рху імуществата на ліцата від єврейськи проїзходіт), відповідно до якого особи єврейського походження, які проживали на території Болгарії, повинні були виплатити додатковий податок на майно.
В рамках обмежень, накладених на євреїв в питанні володіння майном, почалася націоналізація і розпродаж єврейської власності. Гроші від розпродажу надходили в Болгарський народний банк і склали до березня 1943 року 307 млн левів. Аукціони з продажу єврейської власності супроводжувалися масовою корупцією і прямою крадіжкою з боку державних службовців. Одноразовий податок на майно євреїв був встановлений в розмірі 20 % (25 % на майно понад 3 млн левів), сума зборів склала 1,4 млрд левів — близько п'ятої частини всіх податків того часу.
У серпні 1942 року при міністерстві внутрішніх справ Болгарії був створений комісаріат з єврейських справ на чолі з полковником Олександром Бєлєвим. У січні 1943 року в Софію прибув представник СС, заступник Адольфа Айхмана Теодор Даннекер із завданням організувати депортацію євреїв в табори смерті в Польщі. 22 або 23 лютого Даннекер підписав з Бєлєвим угоду про депортацію 20 тисяч євреїв Македонії та Фракії. Пізніше Бєлєв викреслив уточнення по Македонії та Фракії, і, таким чином, загроза депортації нависла над усією єврейською громадою Болгарії.

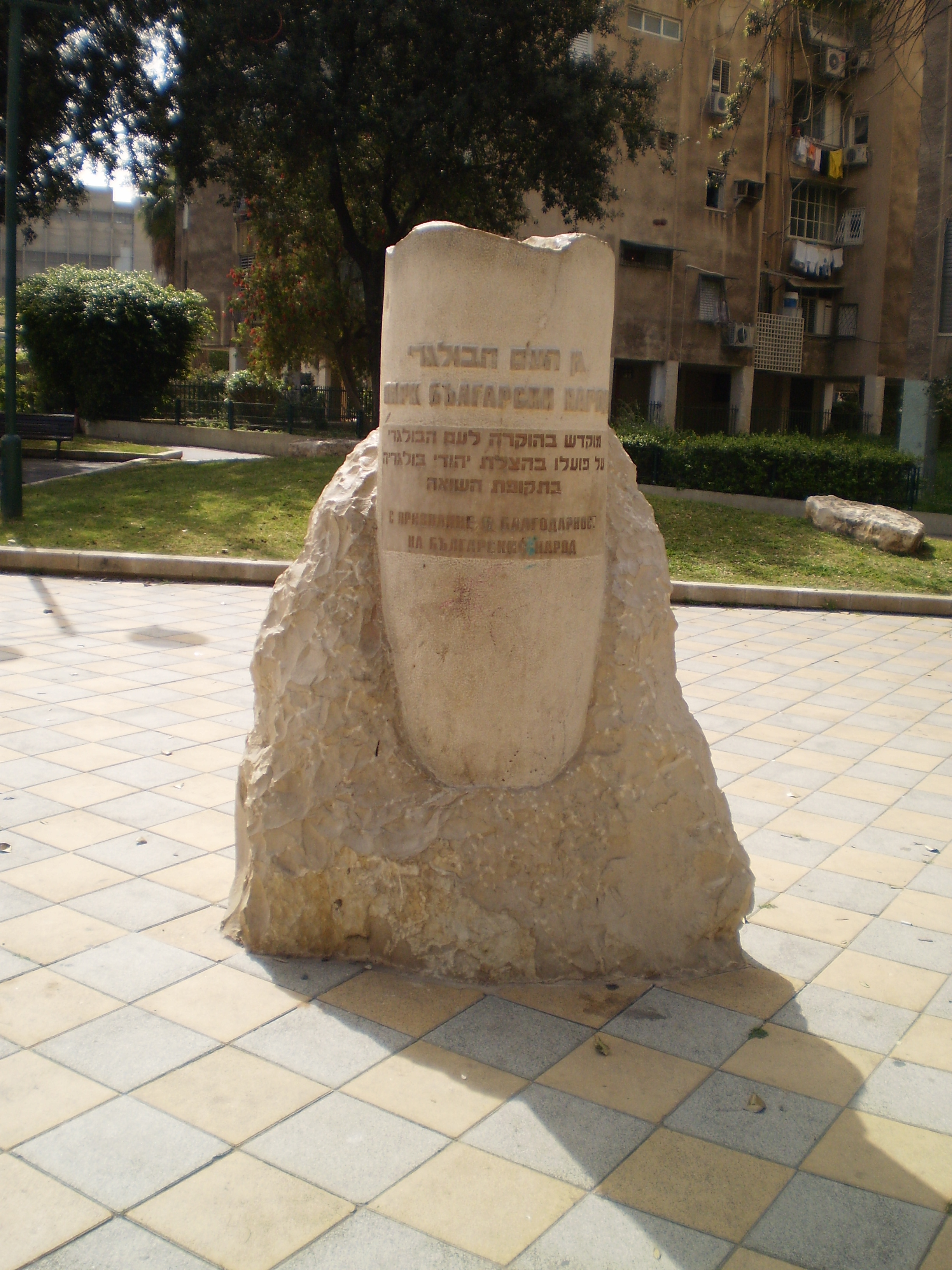
Монумент в Яффо (Ізраїль) в честь болгарських праведників світу, які рятували євреїв від геноциду

Рішення про депортацію євреїв викликало масовий протест. У столиці пройшли маніфестації на захист євреїв, проти висловилася православна церква, інтелігенція, політичні партії та депутати Народних зборів. Велику роль зіграла позиція віцеспікера парламенту Димітра Пешева. Пешев, який отримав повідомлення про підготовлювану акцію, почав збирати однодумців в парламенті та пред'явив міністру внутрішніх справ Габровськи ультиматум про публічний скандал, якщо акція буде проведена таємно. В результаті планована на вечір 23 березня таємна операція була припинена, а масові протести довершили справу.
Цар Борис III заявив німецькому послу Адольфу Беккерле: «Євреї моєї країни — її піддані і всяке посягання на їх свободу ми сприймемо як образу болгарам». Прем'єр-міністр Болгарії Богдан Філов записав у своєму щоденнику: «Його величність повністю скасував заходи, прийняті проти євреїв».
24 лютого 1942 року в Чорному морі був потоплений болгарський корабель «Струма» з 769 єврейськими біженцями на борту, врятувався тільки один пасажир.
Після смерті царя Бориса III в серпні 1943 року новий уряд на чолі з Добрі Божіловим пом'якшив ставлення до євреїв, щоб показати державам антигітлерівської коаліції готовність Болгарії проводити більш незалежну від Німеччини політику. 29 серпня 1944 року всі антиєврейські обмеження були скасовані новим урядом Болгарії в рамках відновлення відносин з антигітлерівською коаліцією. У березні 1945 року був прийнятий закон реституції відібраної єврейської власності, однак він практично не виконувався.
Болгарія була єдиною країною під німецьким впливом або контролем, в якій єврейське населення фактично збільшилося за роки війни — з 45 565 в 1934 році до 49 172 в 1945 році. Ізраїльський Інститут Катастрофи і героїзму Яд ва-Шем за порятунок євреїв в роки Голокосту Станом на 1 січня 2016 надав 20 болгарам почесне звання «Праведник народів світу».

## Знищення євреїв Фракії і Македонії
Після окупації німецькими військами Греції і Югославії в якості союзницької подяки за використання болгарської території як плацдарму для атаки на ці країни, Німеччина в квітні 1941 року передала Болгарії югославську Македонію і грецьку Фракію. У Македонії проживало близько 8000, у Фракії — близько 6000 євреїв.
Цих євреїв за угодою з німцями болгарська влада в 1943 році депортувала в табори смерті. Організацією депортації займалися міністр внутрішніх справ Болгарії Петро Габровський і глава комітету у справах євреїв Олександр Бєлєв.
4 березня 1943 року понад 4000 фракійських євреїв були арештовані й направлені в транзитні табори до 18-19 березня 1943 року. Потім вони були перевезені в Освенцим. 11 березня 1943 року македонські євреї були арештовані і спрямовані в транзитний табір в Скоп'є. Одинадцять днів по тому, 165 затриманих, в основному лікарі, фармацевти і іноземці були звільнені. Решта були депортовані в Треблінку.
11 343 євреї Македонії і Фракії загинули в таборах смерті.

## Після війни
Відповідальні за переслідування болгарських євреїв Богдан Філов, Петро Габровський і Олександр Бєлєв після війни були звинувачені в державній зраді та засуджені до смерті. Філов і Габровський були страчені 1 лютого 1945 року, вирок обом скасований в 1996 році. Бєлєв був засуджений заочно, потім заарештований і покінчив життя самогубством.
У 2009 році в Болгарії було зроблено декілька спроб увічнити пам'ять Богдана Філова. Категоричний протест проти цього висловили посольство Ізраїлю, місцеві єврейські організації та низка болгарських політиків.
У 2012 році в Македонії вийшов фільм Д. Мітревського «Третій тайм», у якому були показані гоніння на євреїв. Болгарські політики визнали картину образливою.

### Події навколо пам'ятника Радянській Армії в Софії
Коментуючи факт нанесення антисемітського напису на пам'ятник Радянській Армії в Софії, 2 листопада 2017 року директор Департаменту інформації і друку Міністерства закордонних справ РФ Марія Захарова на брифінгу в МЗС РФ заявила, що «ця витівка особливо цинічна в світлі того, що в роки Другої світової війни завдяки нашим воїнам вдалося запобігти депортацію євреїв з Болгарії і тим самим врятувати близько 50 тисяч осіб від неминучої загибелі». Після цього в міністерстві закордонних справ Болгарії відзначили, що «коли болгарські громадяни вставали на залізничні рейки перед поїздами, які вирушали в нацистські табори смерті, коли представники болгарської політичної, економічної та інтелектуальної еліти писали протестні листи на захист болгарських євреїв, а вищі ієрархи БПЦ приєдналися до присутніх для депортації євреїв, заявивши, що їхні співвітчизники можуть бути доставлені в табори тільки разом з ними, Червона Армія перебувала в тисячах кілометрів від кордонів Болгарії», а в організації євреїв в Болгарії «Шалом» підкреслили, що «порятунок євреїв є результатом дій здебільшого болгарського народу, Болгарської православної церкви і болгарської антифашистської спільноти». Пізніше міністр закордонних справ Болгарії Катерина Захарієва сказала, що «те, що болгарські євреї не були депортовані, є одним з найбільших успіхів болгарських депутатів, церкви, громадськості та, насамперед, народу», але «на жаль, після 1944 року Народний суд засудив болгарських депутатів, які підтримали декларацію проти депортації євреїв, до смерті, а Димітра Пешева до 15 років ув'язнення». Президент Болгарії Румен Радев зазначив, що заяви з МЗС Росії — це «або глибоке незнання історії, або спроба провокації».
Незабаром в посольстві Росії в Болгарії визнали «незаперечний героїчний внесок болгарського народу, в тому числі представників інтелігенції та Православної церкви, в боротьбу з нацизмом, включаючи порятунок проживаючих в країні євреїв від таборів смерті», а науковий директор Російського військово-історичного товариства Михайло Мягков розповів як «Червона армія врятувала Болгарію від Голокосту», аргументувавши цей порятунок «обстановкою, що змінилася на фронтах війни, перемогами Червоної Армії під Сталінградом і Курськом, жертвами радянського народу, покладеними заради звільнення і своєї країни, і країн Європи», а також «переломом у війні і наближенням Червоної Армії до кордонів європейських країн». Після цього ізраїльський історик Ефраїм Зурофф визнав певну правоту Мягкова в тому, що «ще більше євреїв було б убито в Голокості, якби не Червона Армія, проте євреї в Болгарії та євреї в Європі — це два окремих питання», назвавши при цьому заяву Захарової «абсурдною». На брифінгу 9 листопада Захарова відповіла питанням на питання журналіста про слова Радєва — «президент Болгарії нічого не говорив про наругу над російськими пам'ятниками?», відіславши болгарські ЗМІ до матеріалу РВІО як історичного, зазначивши, що «вся ця дискусія показала, що є спроба відвести всю розмову від фактури, реальної оцінки ситуації з пам'ятниками в історичне русло».